# 北京大学校园
北京大学校园在北京大学一百多年的历史上，随学校的搬迁、拆分、整合、扩增而屡有变迁。当今北大有六个校区。

## 历史

### 京师大学堂时代
1898年京师大学堂成立时，校址设在闲置的和嘉公主府（“四公主府”）。公主府位于景山东门东侧（今北京市東城區沙滩后街55号），明代时曾是马神庙。1900年，义和团破坏了校舍，随后八国联军进北京，俄军和德军先后占领校址，学校的藏书、设施尽毁。1902年，大学堂恢复，重建了马神庙的校舍，并扩展了校区。1903年，管学大臣张百熙在北京城西瓦窑村、郭家庄附近购入土地1,300亩，计划8月开工建新校舍，预计建筑费需一百多万两白银。慈禧太后认为花费过多，此事遂罢。由于公主府空间有限，新设的学科只好另寻校址。1903年成立的译学馆址设北河沿，医学实业馆租用地安门内太平街的民房（1904年改名为医学馆，迁入和平门外兴胜寺，1907年停办），进士馆设西城李阁老胡同。1905年，内务府拨德胜门外旧操场共1,600亩左右的土地（今北京安德里北街21号）供大学堂建设分科大学。1909年，分科大学建设开工，但不久因辛亥革命停工，大学堂分科大学一直没能使用这处校舍。1904年，大学堂在马神庙校区西侧修平房十四排，作为学生宿舍，即“西斋”；1905年，将汉花园的空地建为运动场；1909年，在运动场西南角新建一处学生宿舍，即“东斋”。

### 国立北京大学时代
1913年6月，译学馆停开，原址改由法科使用。农、工、商三科分出后，国立北京大学只剩文、理、法三科，文理两科均在公主府校区。1918年北大红楼建成后，文法两科搬入红楼，马神庙校区主要由理科使用。文、理、法三科撤销之后，沙滩红楼校区成为北大第一院、校本部所在，马神庙校区成为北大第二院，法科曾使用的北河沿校址成为第三院。20世纪30年代，北京大学校园以沙滩红楼为中心，形成了“三院五斋”格局。
红楼位于北大第一院，是老北大的象征。红楼地上四层，地下一层，因用红砖砌成而得名“红楼”。北大原本打算将红楼用作学生宿舍，建成后又将其改为教室。红楼一层为图书馆，毛泽东曾在此工作。红楼北侧的空地原属松公府，北大租得地皮建设操场，五四运动时的游行队伍即从此出发。蒋梦麟任校长时期买下松公府所有土地，在松公府西部建设图书馆新馆。松公府祠堂址上新建北大地质馆，松公府东院北部新建宿舍楼（俗名“灰楼”），两处建筑均由梁思成设计，体现其现代主义建筑观点。灰楼西侧还有孑民纪念堂。第二院的主要建筑有荷花池、大讲堂、藏书楼、南楼、北楼、宴会厅、西斋、五斋女生宿舍。第三院较为开阔，多树木，院内有数座西式两层楼房，包括钟楼、工字楼、一字楼。院内还有大操场、篮球场、排球场、网球场。第三院的礼堂是当时北大最大的，五四运动时学生在此集会。
日本战败后，西南联合大学结束，北京大学返平。北大新增医、农、工三个学院，校舍也得以扩充，此时北大校舍分散于北平城内和郊外，共计四十余处。旧国会大厦成为北大四院，归文法学院一年级新生、先修班使用。四院旁边新设的北大五院为教职员宿舍、北大出版部用房。工学院址设端王府夹道，农学院位于城外的罗道庄，医学院在西什库。:168,176-177
1952年院系调整之后，燕京大學撤销，北京大学搬入燕京大學校园，北大原有校舍交由政府機關使用。

## 1952年院系调整之后

### 燕园主校区
燕京大學校园即“燕园”，建于清代园林淑春园遗址上，由美国建筑师亨利·墨菲设计。燕园设计融合了中国传统建筑布局、中国古典园林意境、西方现代规划理念。燕园分南部的教学区和北部的环湖风景区。墨菲的设计按照一条东西向的主轴线布局。主轴线连接西门、贝公楼、博雅塔，西端指向玉泉山塔。另有一条南北向的轴线，沿线布置燕京大学男女生宿舍。燕园的主要景观包括：未名湖、博雅塔、校友门（西门）、贝公楼（办公楼）、花神庙、德才均备四斋（燕大男生宿舍）、静园（燕大女生宿舍）、华氏体育馆、鲍氏体育馆、临湖轩、燕南园等。
北京大学迁入燕园后，对燕园进行了改建、扩建。1952年北大购入承泽园、镜春园、朗润园。50年代新建了第一教学楼、文史楼、地空楼、化学楼、生物楼、哲学楼、物理大楼等。文化大革命期间，新建图书馆楼，并在西门广场、图书馆东门各塑了一座毛泽东像。文革之后，新建理科楼群、图书馆新馆、百周年纪念讲堂、廖凯原楼、凯原楼、经济学院大楼、光华新楼、博雅国际会议中心、校医院新址、北大科技园、邱德拔体育馆，改造了一些教学楼、食堂和宿舍，新建畅春新园、畅春园、蔚秀园等研究生宿舍。1993年3月，北大拆掉了南校墙，改建商业街，通过商业开发筹集经费，引起热议。2001年4月北大重建南校墙。

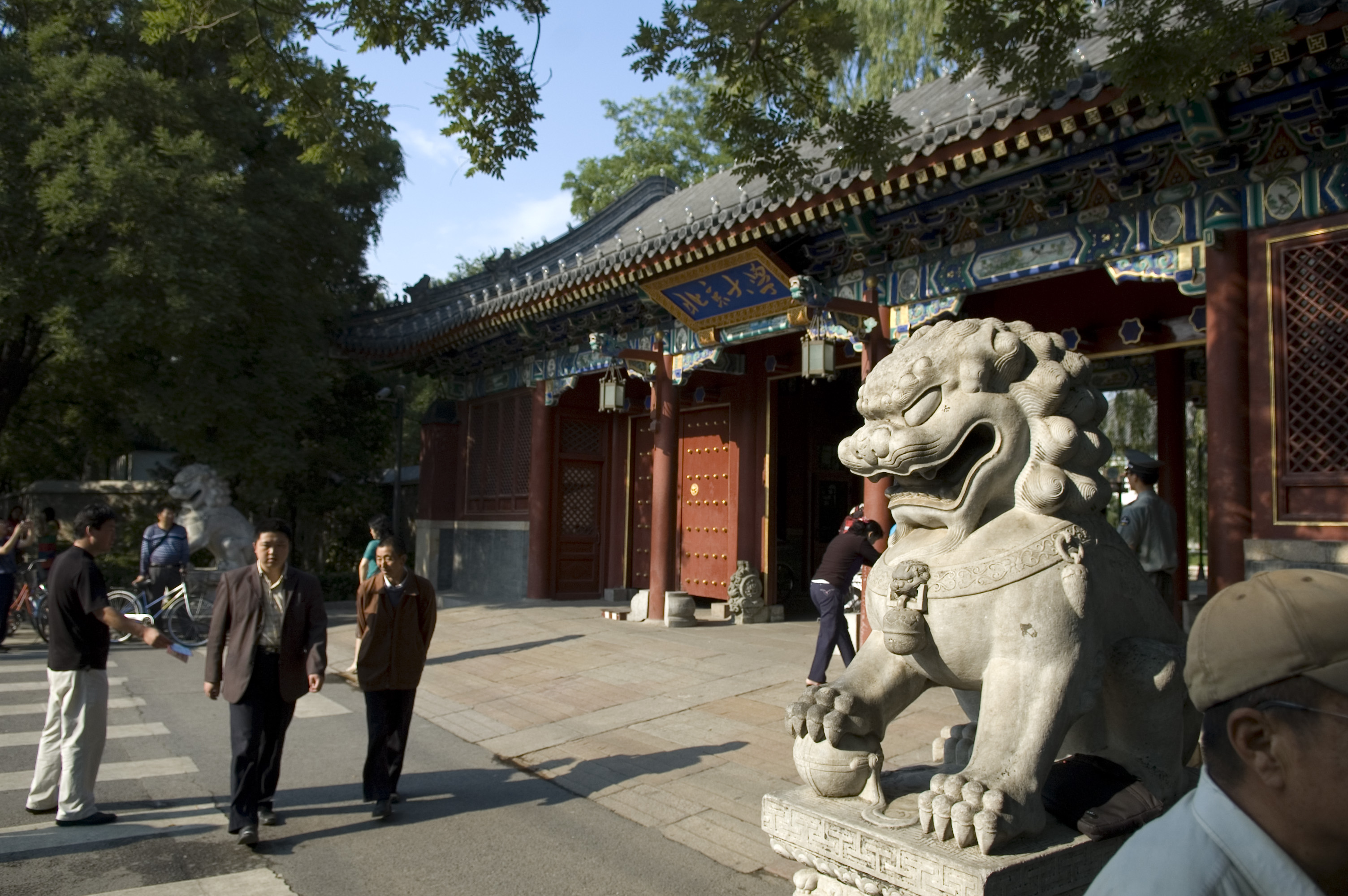
西门（校友门）
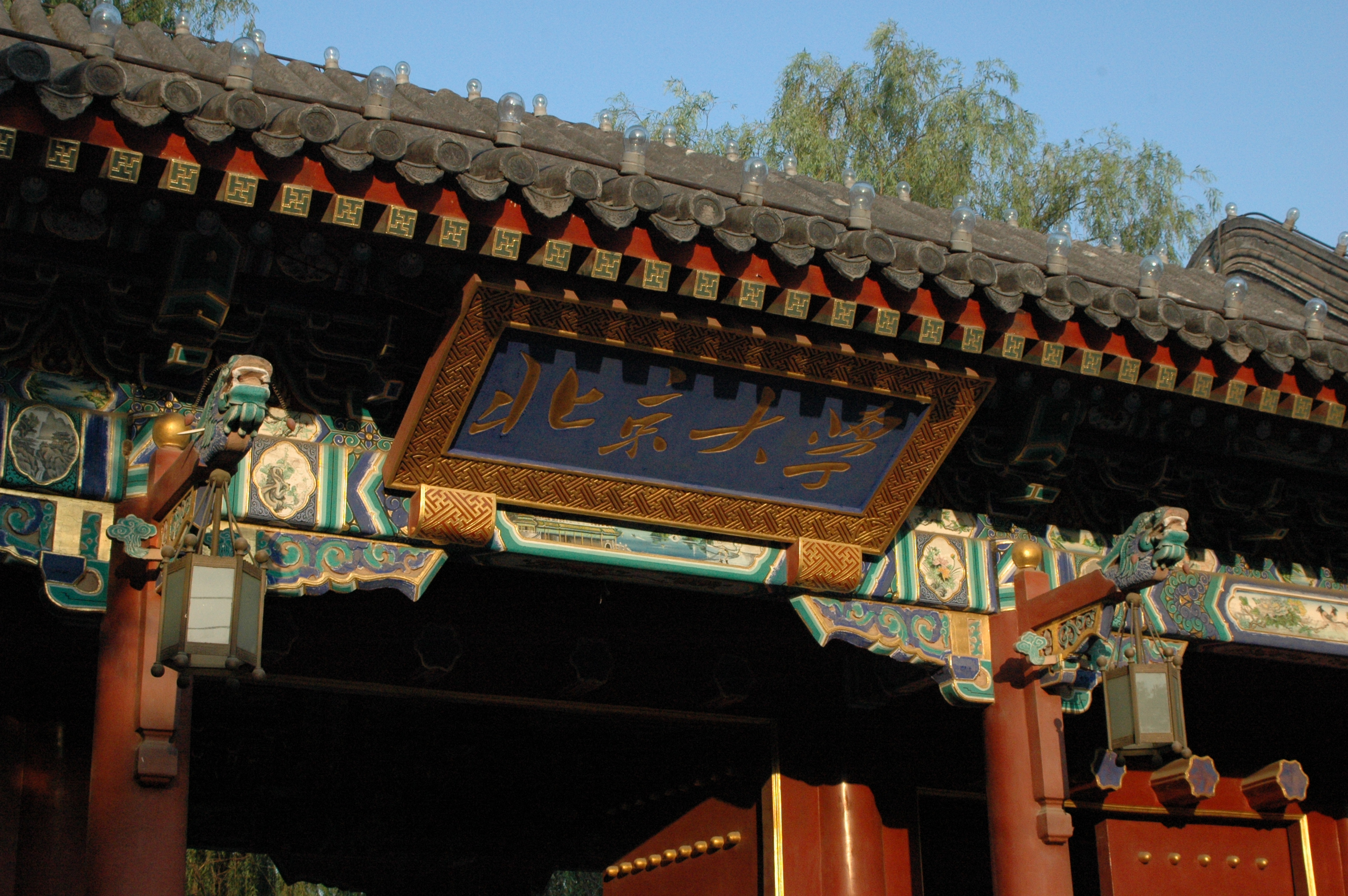
西门（校友门）
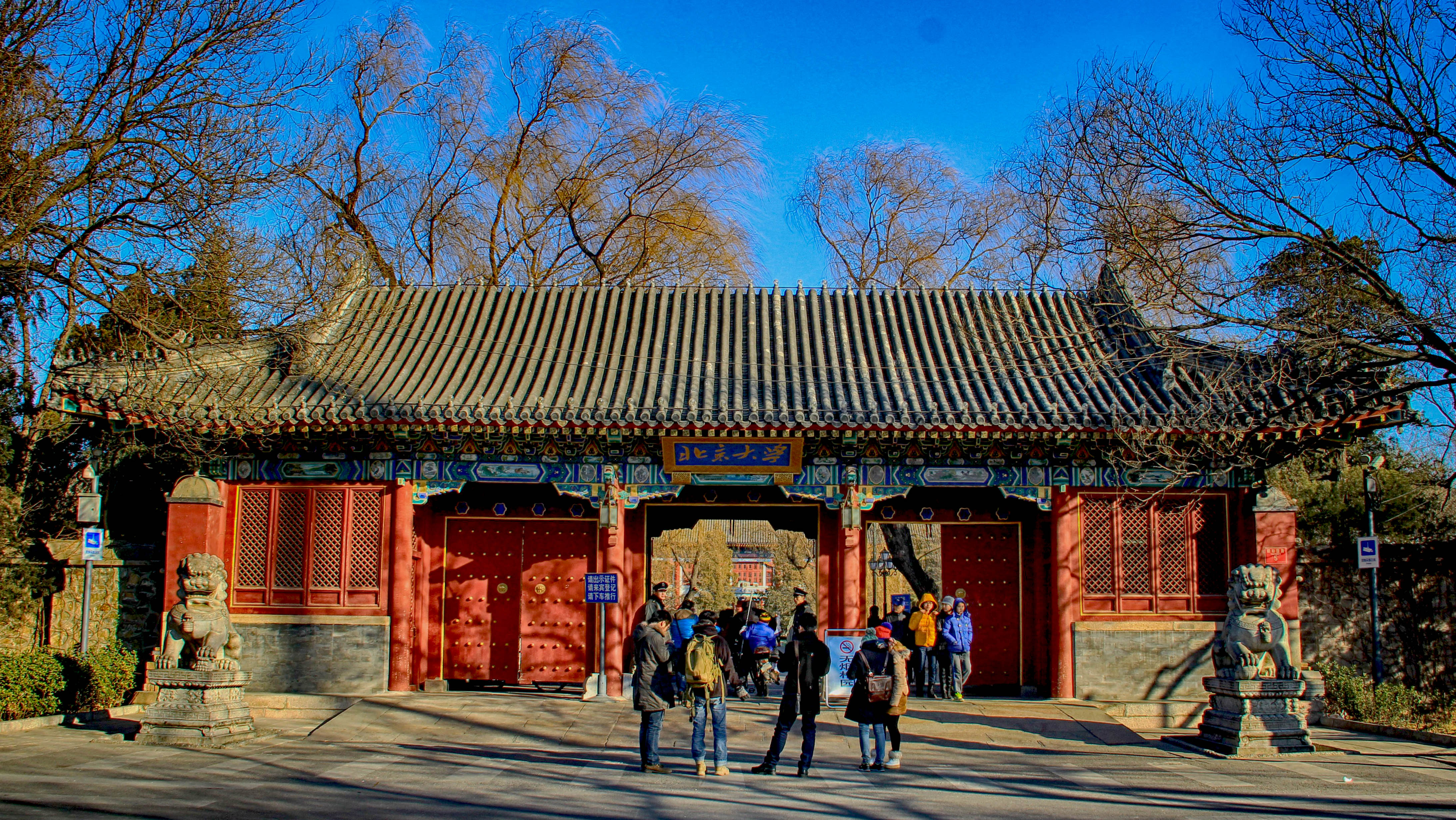
西门
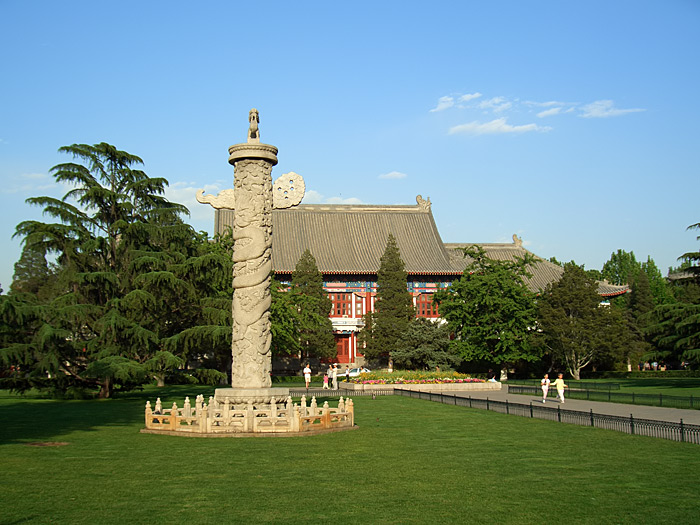
办公楼（贝公楼）和华表
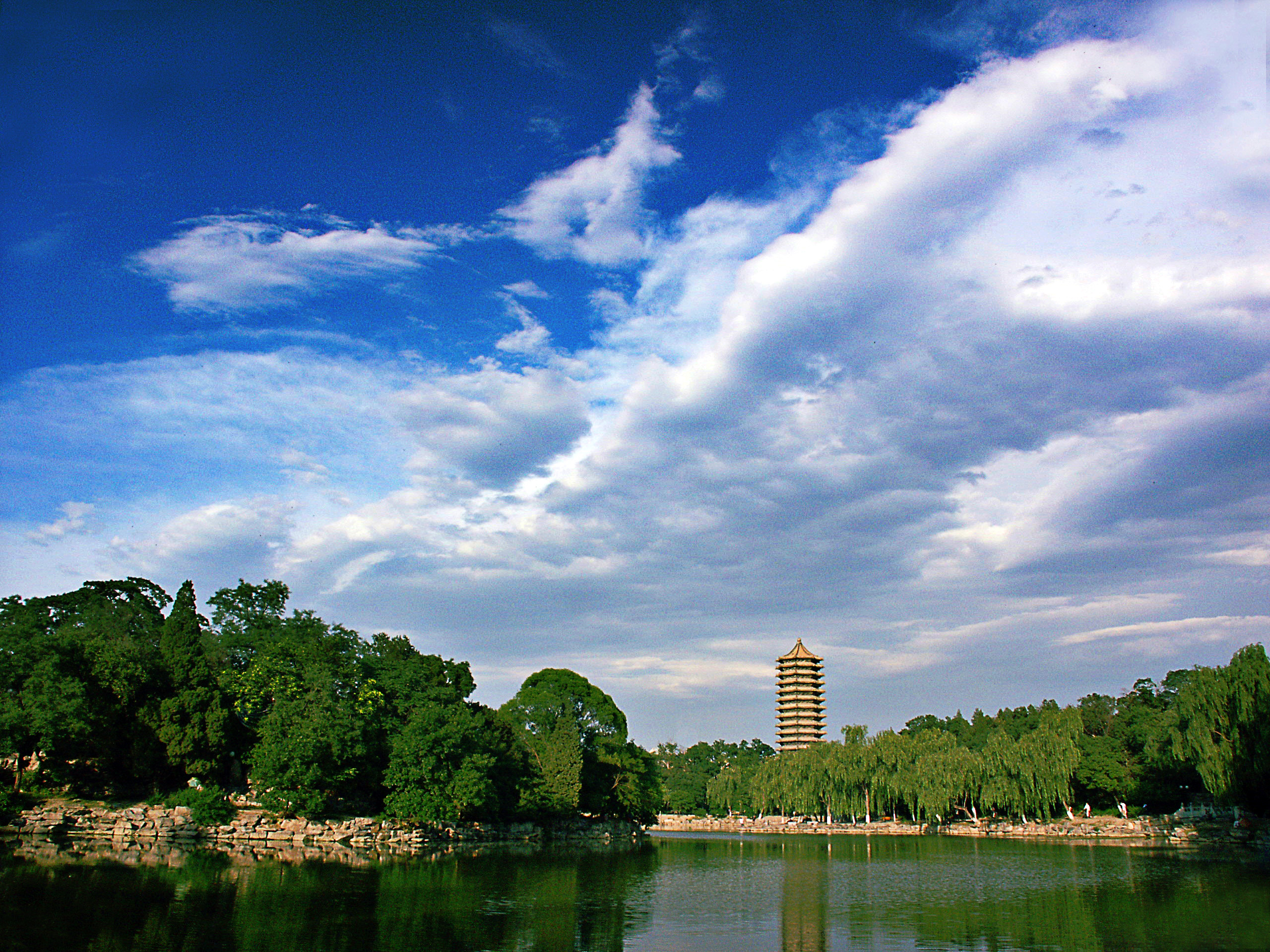
未名湖与博雅塔
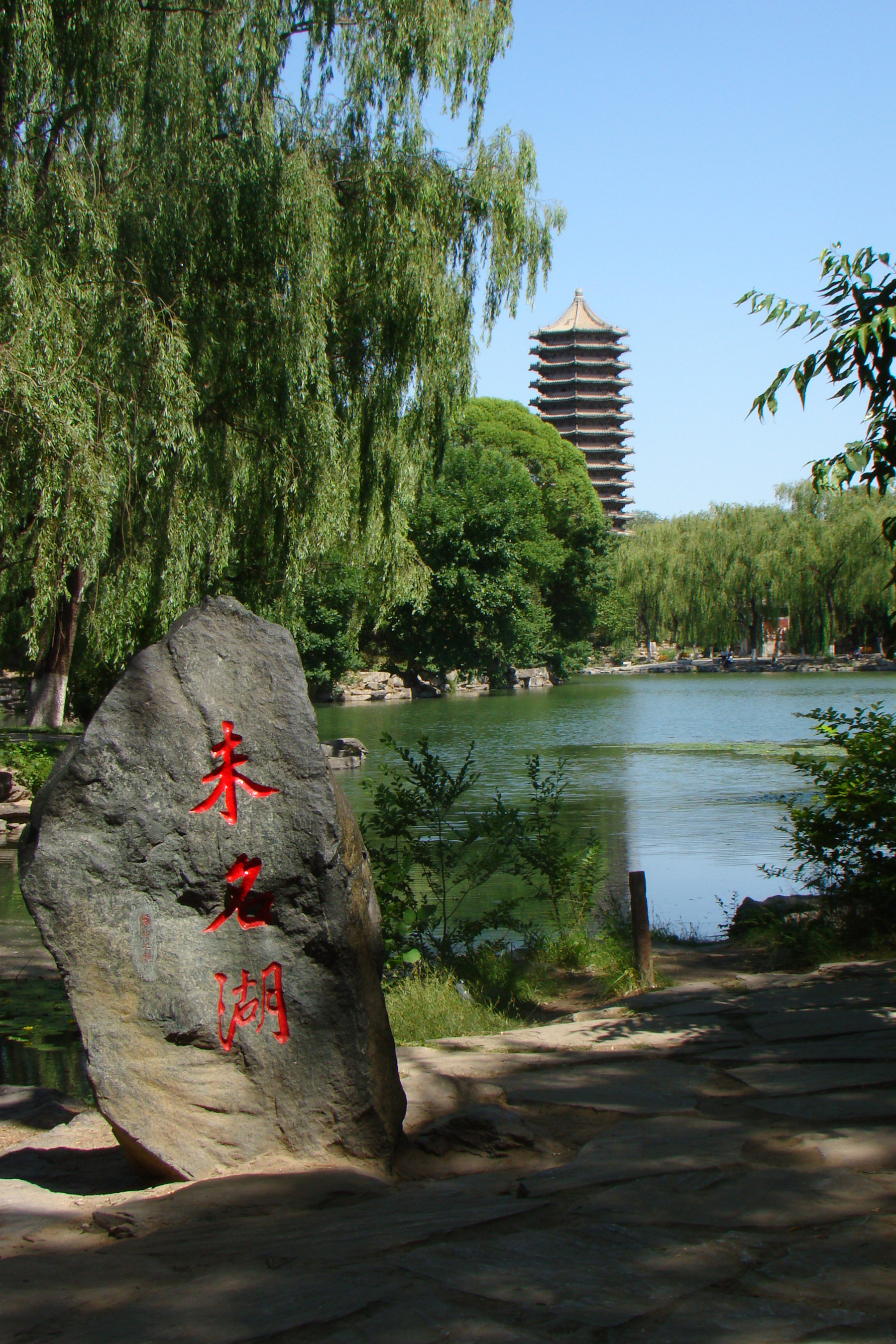
未名湖畔
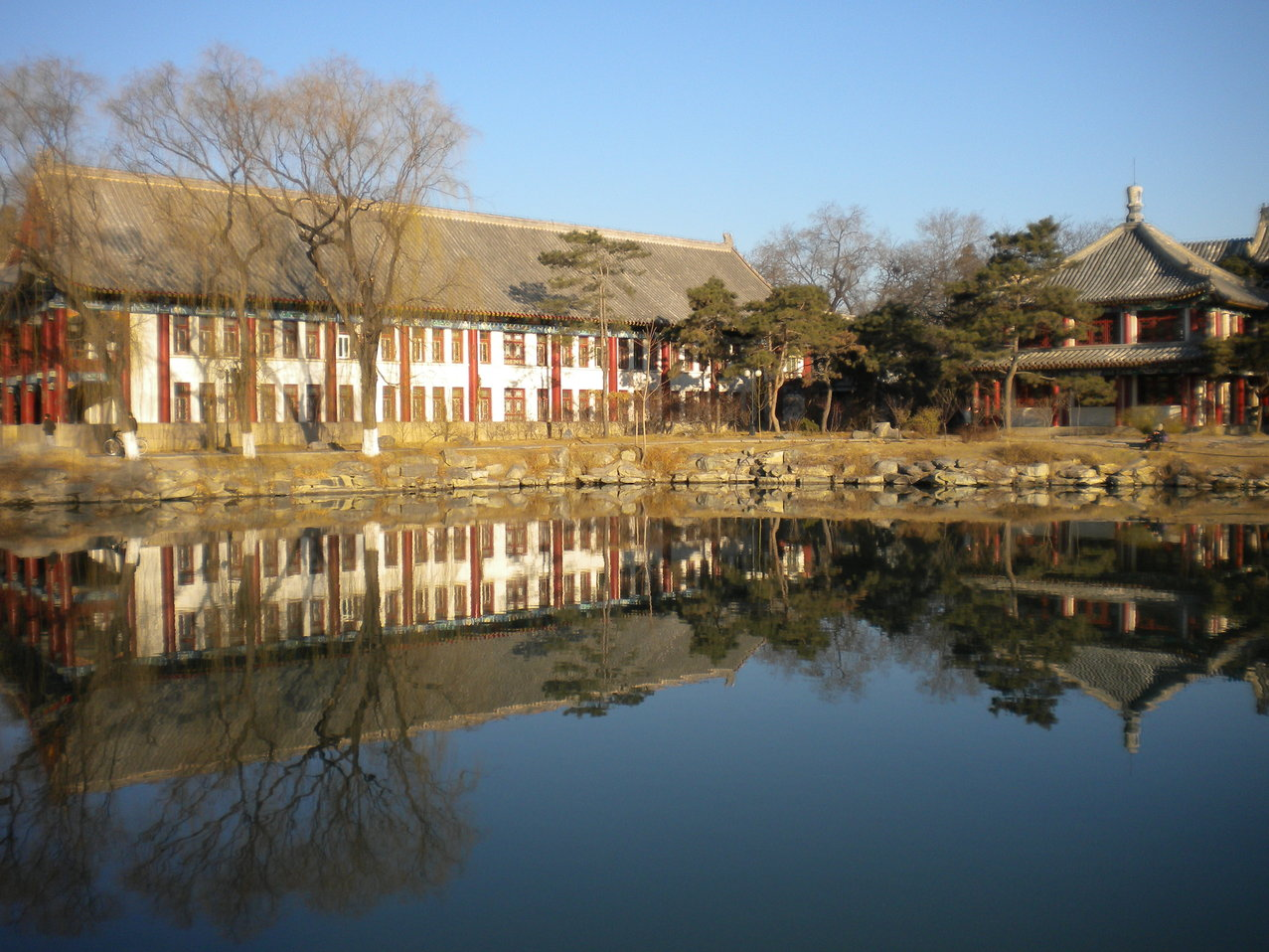
备斋与体斋
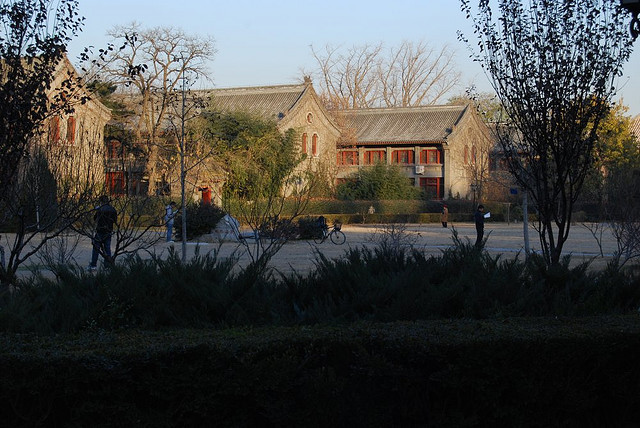
静园草坪与六院

除燕园主校区外，现今北京大学还有医学部校区、昌平校区、深圳研究生院、大兴校区、圆明园校区，共计六个校区。

### 医学部校区
医学部校区原为北京医科大学的校园，亦称“学院路校区”。北医大原本是北京大学医学院，1950年独立为北京医学院，后来迁往北京市海淀区学院路，成为“八大学院”之一。八大学院的校园设计雷同，均为矩形形状、正交网格。

### 昌平校区（200号）

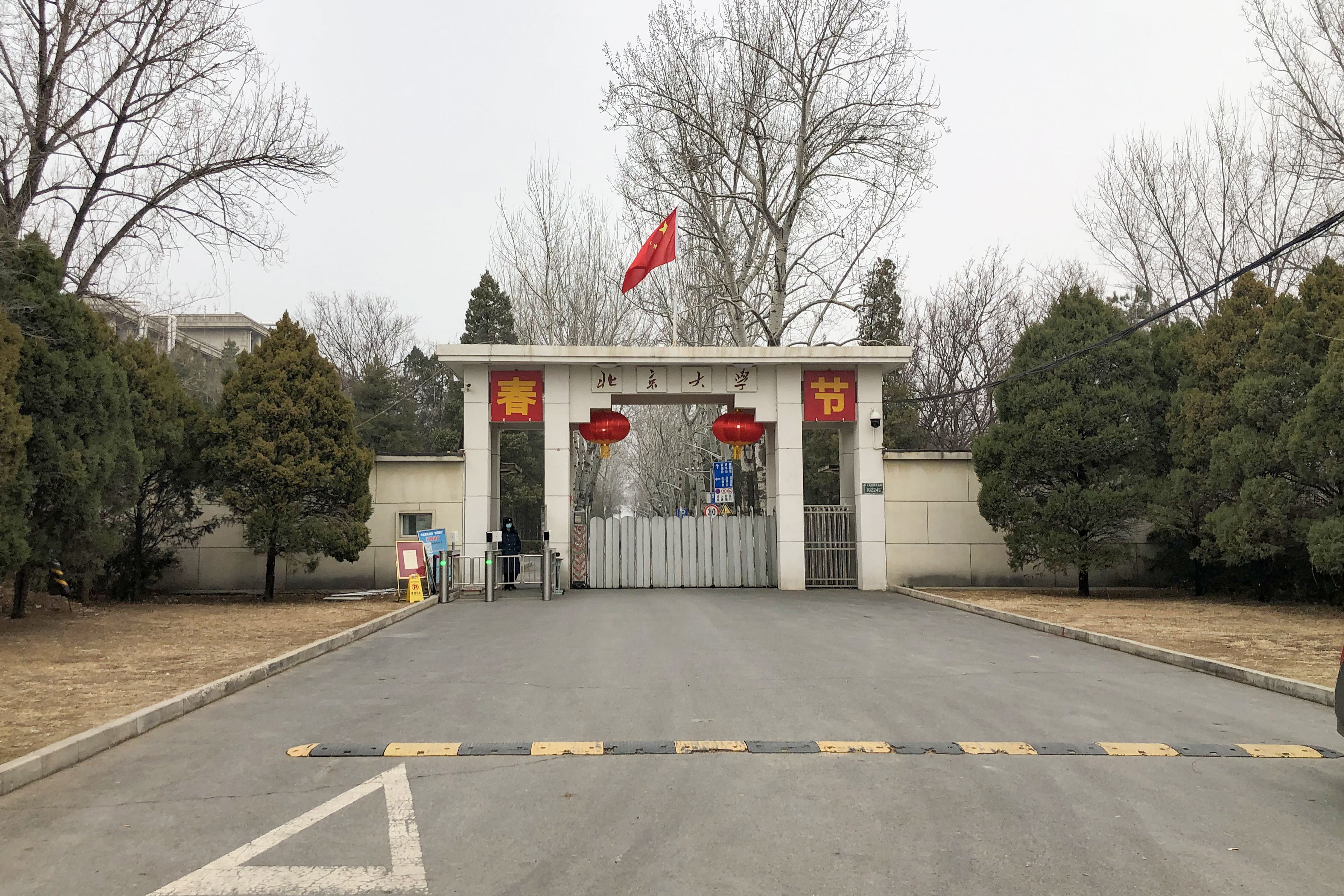
北大昌平校区（200号）南门（2021年3月）

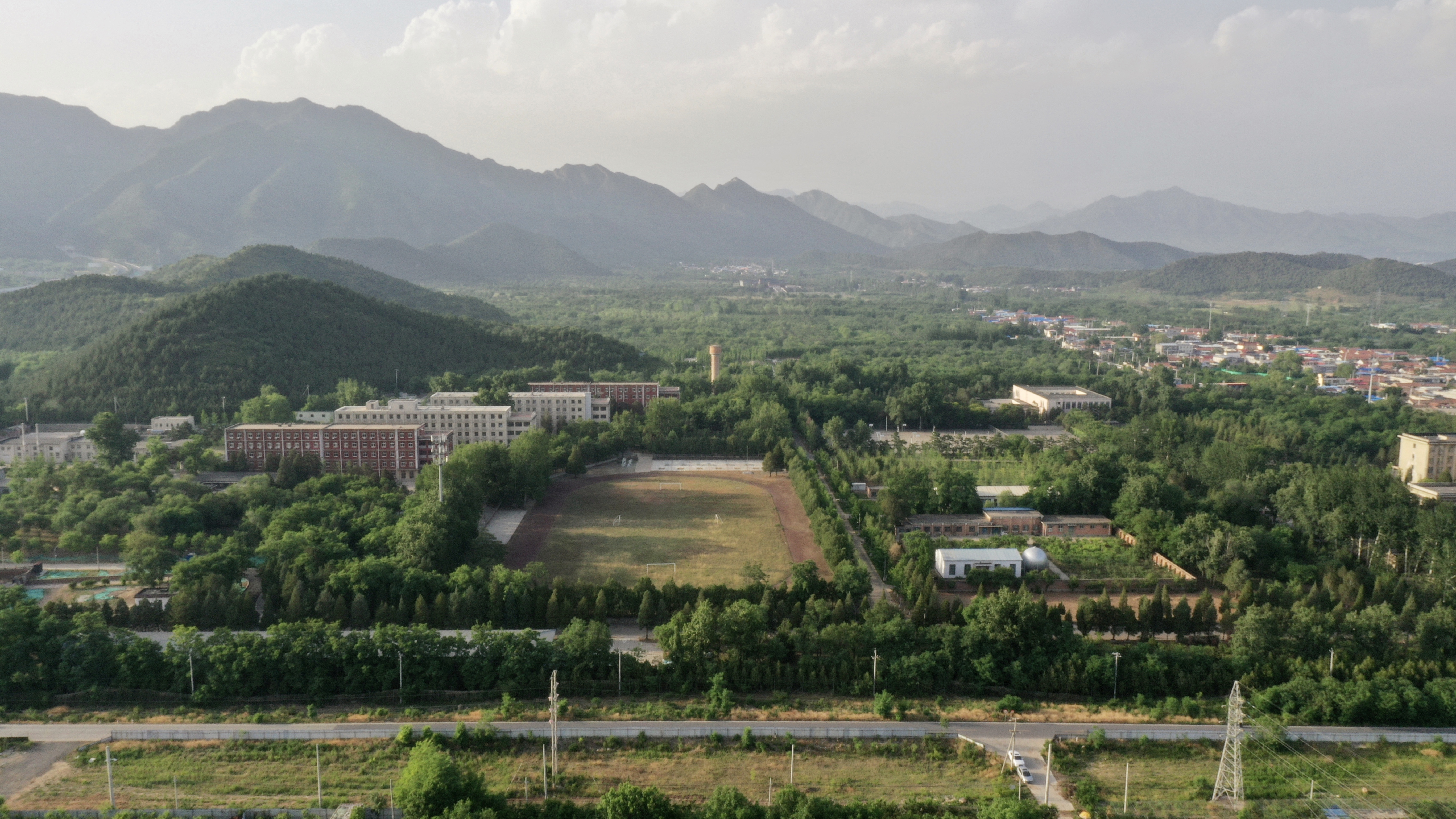
北大昌平校区（200号）鸟瞰

昌平校区（200号）位于昌平区十三陵镇西山口村南涧路，因工程代号为“60-200#”，也称“昌平200号”，1960年完成规划设计，当年开工。昌平校区原计划容纳一万名学生、建筑面积35万平方米，但因经济困难中途停工。1960年代北大曾将某几个系整体搬迁到该园区。1994年因学校教室、宿舍紧张，校方决定让文科大一新生入住昌平园区。2000年邱庆枫事件后，文科大一新生不再入住昌平园。此后用作北大专科部分的一处校园，2007年昌平园区的功能定位从教育培训转变为科学研究基地。2008年北大成立昌平校区管理办公室，之后迁入了若干重点实验室，拟建为昌平科学园。

### 新燕园校区（昌平新校区）

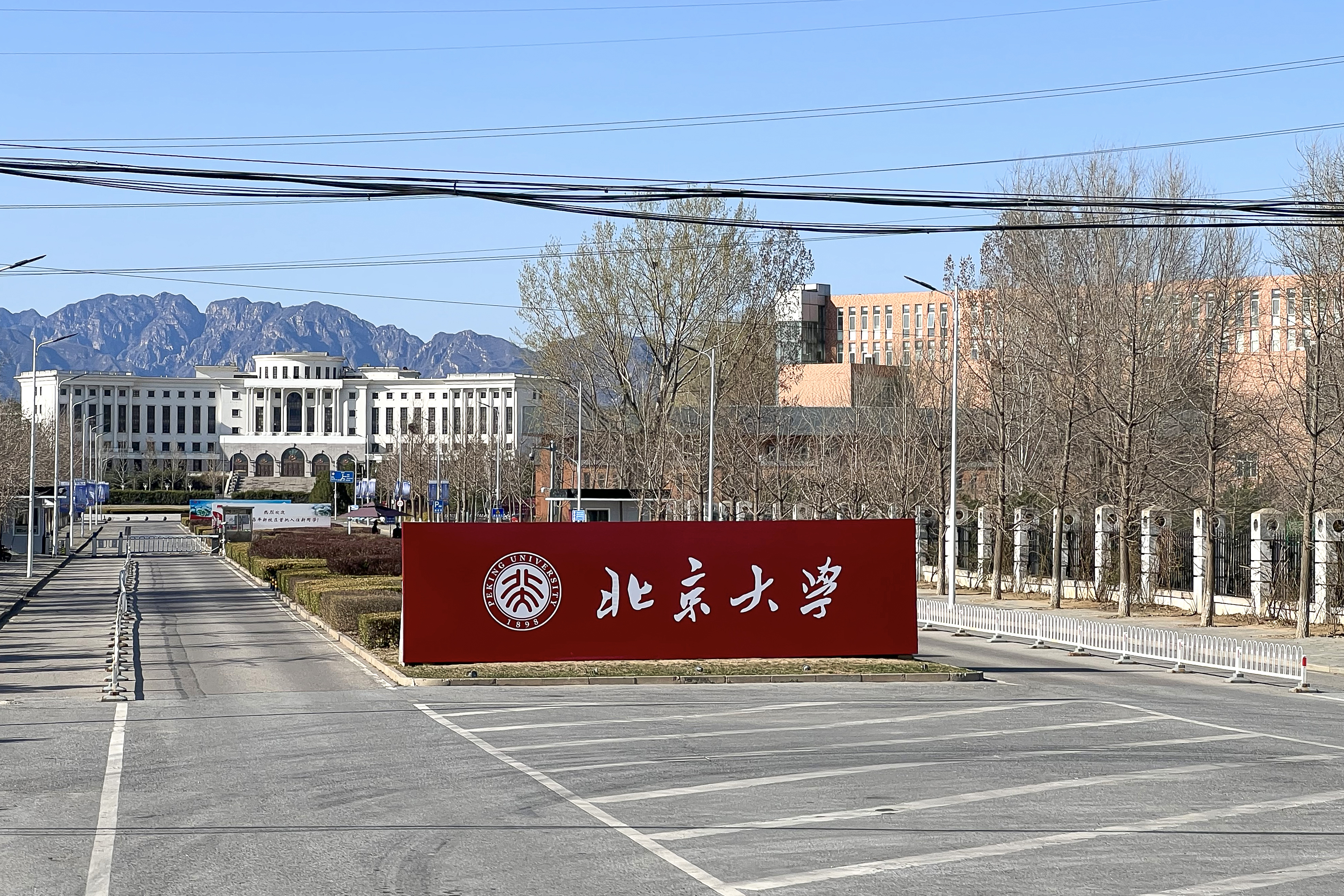
昌平新校区南门

北京大学于2017年计划将位于马池口镇的北京吉利学院作为北大疏解的备用空间。次年11月，北京大学校领导与昌平区领导就此举行座谈会。2019年，北大与即将整体搬迁至四川简阳市的北京吉利学院签署协议，在北京吉利学院原址建设北京大学昌平新校区，吉利学院同年开始拆迁。2020年3月10日，北京大学新闻网一篇关于校领导调研昌平校区的报道证实了北大将在吉利学院原址建设昌平新校区一事。同年9月，昌平新校区被用于北大2020级本科生军训。昌平新校区于2021年9月6日启用，信息科学技术学院计算机系成为首批入驻新校区的院系。
昌平新校区于2023年8月末改称“新燕园校区”。
北京大学计划将这座新校区打造成以人工智能为特色的国家应用型学科和新型工科教育建设基地。

### 深圳研究生院
深圳研究生院于2001年启用。

### 大兴校区
大兴校区是北京大学软件与微电子学院的所在地。

### 万柳学区

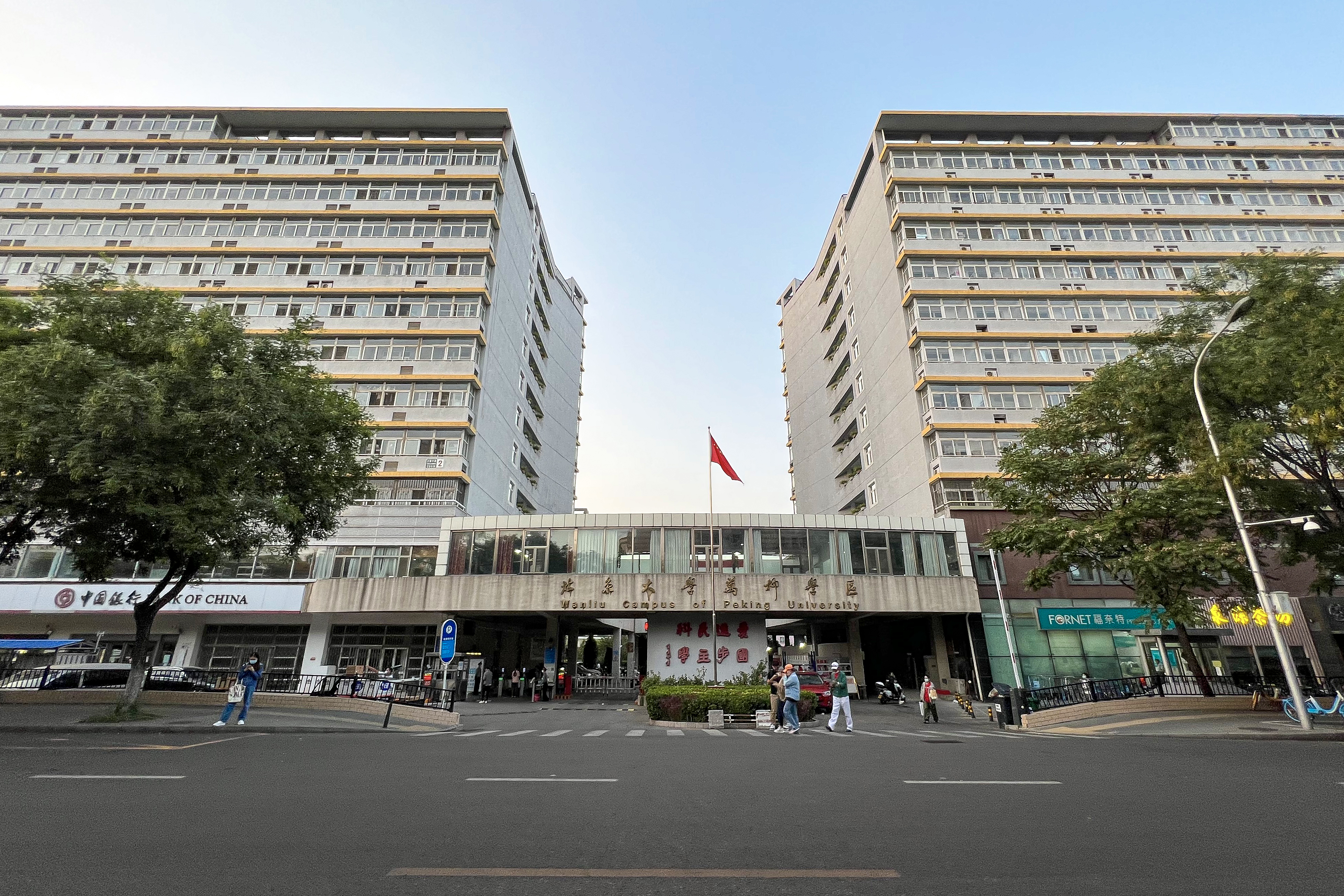
北京大学万柳学区

万柳学区为北京大学校外的学生公寓，2002年9月1日开始安排本科生入住。

### 圆明园校区

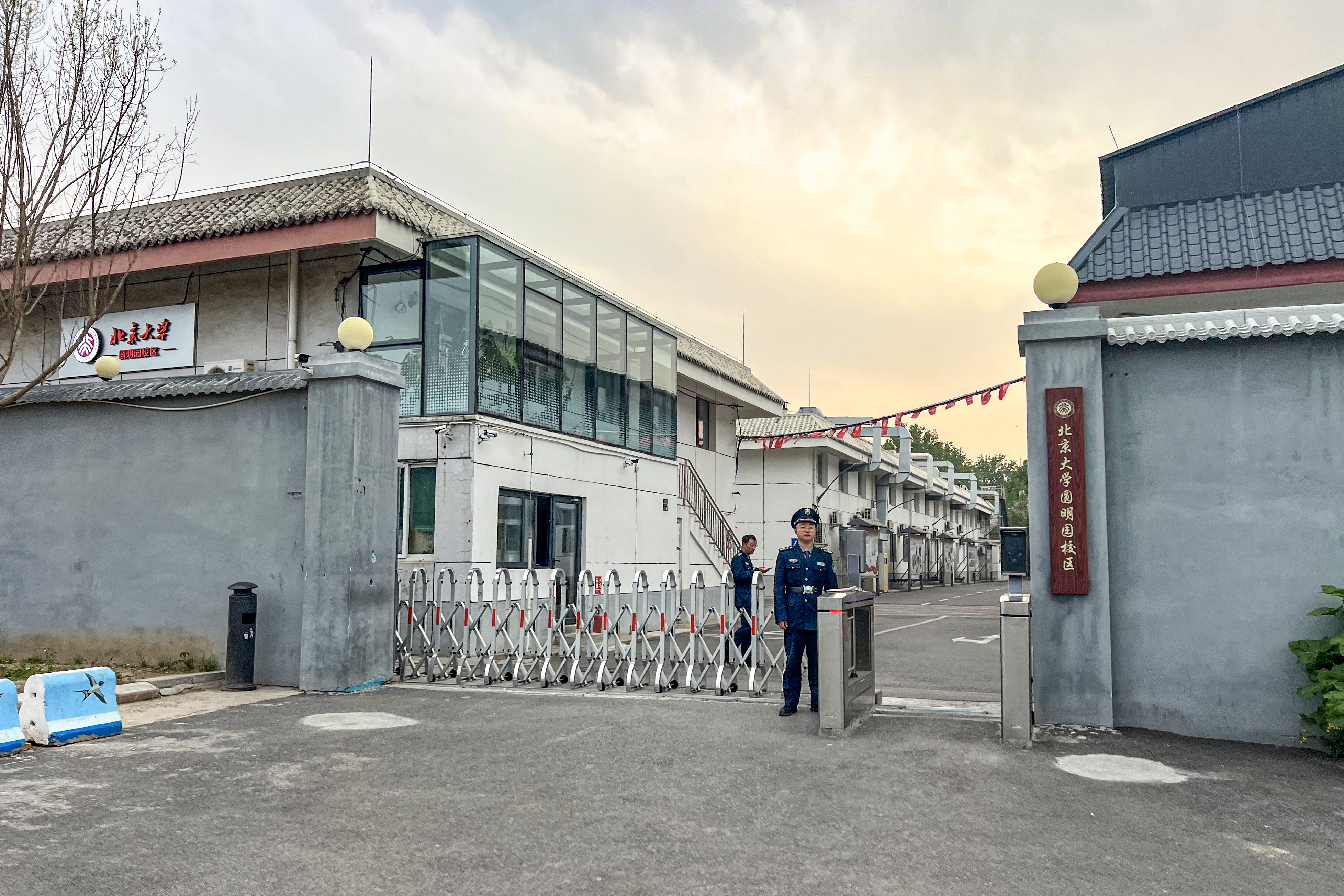
北大圆明园校区（2025年4月）

圆明园校区是北大自海淀区长期租借的，主要由北京大学继续教育学院使用。由于主校区宿舍不够用，2013年起部分研究生入住圆明园校区。
2022年8月，圆明园校区改由北京大学会议中心负责日常运行，此后被重新定位为供学校运营保障支持系统近千名职工居住生活的“职工之家”。